# Patriarchia.ru
Patriarchia.ru (ryska: Патриархия.ru) är den officiella hemsidan för den Rysk-ortodoxa kyrkan (Moskvapatriarkatet).

## Historik
Patriarchia.ru lanserades i april 2002.

## Språk
Hemsidan är tillgängligt på ryska, engelska, grekiska och ukrainska.